# عبدالله هدایت
عبدالله خان هدایت (زاده ۱۲۷۸ – درگذشته ۱۳۴۷) ارتشبد نیروی زمینی شاهنشاهی ایران  و از مرداد ۱۳۳۴ تا ۲۴ اسفند ۱۳۳۹ نخستین رئیس ستاد بزرگ ارتشتاران بود. او وزیر جنگ دوره پهلوی، سناتور و نخستین ارتشبد ایران بود.

## خانواده و تحصیلات
عبدالله خان پسر غلامرضان خان مخبرالدوله (از نوادگان رضاقلی‌خان هدایت ادیب و تذکره‌نویس دوره قاجار) و ابتهاج‌الملوک، دختر میرزا اسماعیل‌خان اعتبارالسلطنه بود. او از محصلانی بود که رضا خان سردار سپه در خرداد ۱۳۰۲ که وزیر جنگ بود، برای تحصیل به مدارس نظامی فرانسه اعزام کرد. وی در مدرسه توپخانهٔ پواتیه تحصیل کرد.

## فعالیت‌های نظامی و اداری
هدایت در فروردین ۱۳۱۳ به درجه سرهنگ و بعد سرتیپی ارتقاء یافت. در کابینه محمد ساعد در سال ۱۳۲۳ که ابراهیم زند وزیر جنگ شد، او را معاون خود کرد و در ۲۲ تیر آن سال با این سمت به مجلس معرفی کرد. در سال ۱۳۲۹ در دولت رزم‌آرا به وزارت جنگ رسید.
هدایت از نظامیانی بود که با عضویت در کمیته نجات وطن به سرلشکر زاهدی پیوسته برای سرنگونی مصدق تلاش می‌کردند. او اولین نظامی بود که درجه ارتشبدی گرفت. پس از کودتای ۲۸ مرداد در کابینهٔ تیمسار زاهدی وزیر جنگ شد. اقدام قابل توجه او در این دوره، تأسیس رتبه افسریاری در ارتش برای ترفیع دادن به درجه دارانی بود که تحصیلات سوم متوسطه داشتند.
پس از کنار رفتن دولت زاهدی، هدایت رئیس ستاد کل ارتش (سپس‌تر ستاد بزرگ‌ارتشتاران) و سپس مدت کوتاهی سناتور شد.

## محاکمه و اخراج از ارتش
هدایت دوبار به دلیل اختلاس در دادگاه نظامی محاکمه و هر دوبار محکوم شد. در محاکمه نخست در سال ۱۳۴۲ به اتهام سوء استفاده در معامله ای ۱۲۰ هزار تومانی به دو سال زندان و و پرداخت ۱۲۰ هزار تومان در حق دولت و در محاکمه دوم به دلیل دستور خرید یک چهل چراغ به افسر زیر دست خود و عدم پرداخت پول ان به افسر، یک سال به زندان رفت.
حسن طوفانیان درباره هدایت گفته است:
 هدایت شخصی صد در صد طبیعی و دارای خانواده قدیمی و ثروت کافی بود و من نمی توانم قبول کنم که هدایت برای صدهزار تومان یا دویست هزار تومان یا پنجاه هزار تومان یا یک میلیون تومان مرتکب دزدی شده بود!
ارتشبد رضا عظیمی رییس دادگاه تیمسار هدایت علت محکومیت وی را موضوعی غیر از سوء استفاده از منابع مالی دانسته  و مطالب منتشر شده دراین مورد را خلاف می داند.

## یادداشت
1. ↑  پیش از ایجاد سمت «ریاست ستاد بزرگ‌ارتشتاران»، سمت «ریاست ستاد ارتش» وجود داشت که آخرین متصدی آن سرلشکر نادر باتمانقلیچ بود.